# Quinto Aurelio Memmio Simmaco
Quinto Aurelio Memmio Simmaco iunior (in latino Quintus Aurelius Memmius Symmachus; ... – 525/526) è stato un politico e senatore romano della tarda antichità.

## Biografia
Apparteneva alla famiglia dei Symmachi, una delle più facoltose e prestigiose famiglie senatoriali di Roma, che aveva ottenuto incarichi di rilievo già sotto Settimio Severo (inizio III secolo). Il filosofo Quinto Aurelio Simmaco (340-402) era probabilmente il suo bisnonno, mentre il padre, Quinto Aurelio Simmaco, fu console nel 446. Ebbe tre figlie (Rusticiana, Galla e Proba) e adottò Anicio Manlio Torquato Severino Boezio quando questi, ancora giovanissimo, ebbe perso il padre; in seguito gli diede in moglie la figlia Rusticiana, che diede alla luce Simmaco e Boezio, consoli nel 522.
Coltivò l'antica cultura romana, giungendo ad avere la fama di essere uno degli uomini più sapienti della sua epoca; scrisse anche una Storia romana in sette volumi, andata persa con l'esclusione un solo frammento di una certa lunghezza, ma che venne utilizzata come fonte da Giordane per il suo Getica. La sua considerevole fortuna gli permise anche di esercitare il ruolo di mecenate: fu infatti coinvolto nella pubblicazione dei Commentarii al Somnium Scipionis ciceroniano di Macrobio, ed è persino pervenuta una copia emendata di sua mano.
Simmaco apparteneva a una famiglia di tradizione pagana: basti ricordare come il suo antenato lottò per far ripristinare l'altare della Vittoria nella curia. Malgrado ciò, Simmaco era un fervente cristiano, interessato sia alle dispute teologiche che, più prosaicamente, alle lotte per il predominio sul soglio papale. Che il suo atteggiamento fosse proprio della sua famiglia si intuisce dal fatto che due sue figlie presero i voti. Nel 498, durante i tumulti causati all'elezione di papa Simmaco, si schierò dalla parte di questi.
Mantenne dei buoni rapporti con i nuovi signori germanici d'Italia, sia sotto Odoacre che durante il dominio ostrogotico, tanto da essere nominato praefectus urbi tra il 476 e 491, ottenere il consolato nell'anno 485, divenire patricius entro il 510, raggiunse il prestigioso rango di caput senatus; la sua visita a Costantinopoli, a seguito della quale il poeta Prisciano gli dedicò alcuni lavori, fu probabilmente come ambasciatore di Teodorico il Grande. In seguito, però, entrò in contrasto con il sovrano ostrogoto, il quale lo fece condannare a morte per tradimento (526), un anno dopo l'esecuzione del genero Boezio.
Un'iscrizione ritrovata nel Colosseo di Roma e risalente al 476/483 porta il suo nome (CIL VI, 32162). Fu coinvolto nella vita pubblica dei suoi tempi: denunciò un possibile parricidio, gli furono dati in custodia alcuni rampolli dell'aristocrazia, partecipò al giudizio di alcuni senatori accusati di magia, fu lodato per dei restauri di edifici pubblici finanziati privatamente e incaricato di restaurare il Teatro di Pompeo.